# Ophthalmitis infusaria
Ophthalmitis infusaria là một loài bướm đêm trong họ Geometridae.